# فروع علم النفس
يشمل علم النفس مجالًا واسعًا، ويتضمن عدة نهج مختلفة لدراسة العمليات العقلية والسلوك. فيما يلي المجالات الرئيسة للبحث والتي تشكل بمجموعها علم النفس. يمكن إيجاد قائمة شاملة للمجالات الفرعية والأقسام الخاصة بعلم النفس في قائمة الخطوط العريضة لعلم النفس وقائمة مجالات علم النفس.

## الأقسام

### علم النفس اللاقياسي
علم النفس اللاقياسي هو دراسة السلوك اللاقياسي من أجل وصف أنماط العمل اللاقياسية وتوقعها وتفسيرها وتغييرها. يدرس علم النفس اللاقياسي طبيعة علم نفس الأمراض وأسبابها، وتُطبَّق هذه المعرفة في علم النفس السريري لمعالجة المرضى المصابين باضطرابات نفسية.
قد يكون من الصعب تحديد الخط الفاصل بين السلوكيات القياسية واللاقياسية. بشكل عام، يجب أن تكون السلوكيات اللاقياسية لاتكيفية وتسبب للفرد إزعاجًا هامًا حتى تُعتبَر مهمة سريريًا وبحثيًا. وفقًا للدي إس إم (الدليل التشخيصي والإحصائي للاضطرابات النفسية)، يمكن اعتبار السلوكيات لاقياسية إذا كانت مترافقة مع العجز أو الضيق النفسي أو مخالِفة للمعايير الاجتماعية أو تسبب خللًا بالأداء.

### علم النفس الخوارقي
علم النفس الخوارقي هو دراسة السلوك والتجارب المتصلة بما يُدعى أغلب الأحيان بالخوارق، دون افتراض وجود أي شيء خارق. يحاول الباحثون في علم النفس الخوارقي إيجاد تفسيرات منطقية وغير خارقة، مدعومة بالدليل التجريبي، لكيفية إمكانية اجتماع العوامل النفسية والجسدية لتعطي انطباعًا بوجود نشاط خارق على الرغم من عدم وجوده. بعيدًا عن الخداع أو خداع النفس قد تتضمن تفسيرات كهذه الانحياز المعرفي والحالات النفسية الشاذة وحالات التفارق والهلوسة وعوامل الشخصية والقضايا الإنمائية وطبيعة الذاكرة. يعَد عالم النفس البريطاني كريس فرينش أحد الباحثين المميزين في مجال علم النفس الخوارقي، إذ أنشأ وحدة بحث علم النفس الخوارقي (إيه بّي آر يو) في قسم علم النفس في غولدسميثس، جامعة لندن.

### علم الوراثة السلوكي
يستخدم علم الوراثة السلوكي تصاميم مفيدة وراثيًا لفهم طبيعة الاختلافات الفردية في السلوك وأصولها. في التركيز على أسباب الاختلافات الفردية، يختلف علم الوراثة السلوكي عن علم النفس التطوري، إذ يميل الأخير إلى التركيز على القواسم المشتركة لدى البشر. ترافق علم الوراثة السلوكي بشدة بنموذج الاستعداد والضغط الخاص بعلم نفس الأمراض بالإضافة إلى نقاش الطبيعة ضد التنشئة. قاد فرانسيس غالتون أبحاث علم الوراثة السلوكي عبر أعماله الأساسية في الدراسات الأسرية ودراسات التوائم بعد أن أصبح خارج نطاق القبول خلال حركة تحسين النسل في القسم الأول من القرن العشرين وصولًا إلى الحرب العالمية الثانية. بدأت نهضة أبحاث علم الوراثة السلوكي في ستينيات القرن العشرين وسطع نجمها في ثمانينيات نفس القرن وما بعدها. في ذاك الحين أُجريَت الدراسة التوأمية ودراسات التبني على مجموعة واسعة من السمات السلوكية، بما في ذلك الشخصية والقدرة المعرفية والمرض النفسي والمرض الطبي وغيرها الكثير. وتلخصت النتيجة العامة لهذا العمل الكبير في أن كل السمات السلوكية والطبية، والتدابير الفعلية للبيئة تنتقل بالوراثة بدرجة معتدلة. من خلال الاستفادة من مشروع الجينوم البشري، تستخدم الأعمال الأحدث في علم الوراثة السلوكي التقنيات الحديثة في تحليل النمط الوراثي القائم على المصفوفات، وتسلسل الجينوم، وغيرها من الأوميكس لقياس المتغيرات الجينية مباشرة. لذا يمكن اختبار هذه المتغيرات الجينية لربطها بالسمات السلوكية والاضطرابات، على سبيل المثال عبر بحوث تأثيرات الجينات. لاقى هذا المنهج لفهم التأثيرات الجينية على السلوك عدة نجاحات، على سبيل المثال في الفصام. يعد علم الوراثة النفسي فرعًا من فروع علم الوراثة السلوكي.

### علم النفس الحيوي
علم النفس الحيوي: هو الدراسة العلمية للركائز الحيوية للسلوك والحالات العقلية. نظرًا لرؤية أن جميع السلوكيات متشابكة مع الجهاز العصبي، يشعر علماء النفس الحيويون أنه من المنطقي دراسة كيفية عمل الدماغ لأجل فهم السلوك. هذا هو المنهج المتبع في علم النفس الحيوي وعلم الأعصاب المعرفي وعلم النفس العصبي. علم النفس العصبي هو فرع من علم النفس يهدف إلى فهم كيفية ارتباط بنية الدماغ ووظيفته بعمليات نفسية وسلوكية معينة. يهتم علم النفس العصبي على وجه الخصوص بفهم الأذية الدماغية في محاولة للعمل على الوظيفة النفسية الطبيعية. يستخدم علماء النفس المعرفيون غالبًا أدوات التصوير العصبي، التي يمكن أن تساعدهم على ملاحظة مناطق الدماغ النشطة خلال مهمة معينة.

### علم النفس المعرفي
يدرس علم النفس المعرفي المعرفة والعمليات العقلية الكامنة للنشاط العقلي. تشمل مجالاته البحثية الإدراك الحسي والتعلم وحل المشكلات والعقلانية (المنطقية) والتفكير والذاكرة والانتباه واللغة والشعور. يترافق علم النفس المعرفي التقليدي بمدرسة فكرية تُعرَف بالمعرفية، يؤيد أتباعها نموذجًا لمعالجة معلومات الوظيفة العقلية، يسترشد بالوظائفية وعلم النفس التجريبي.
على مستوى أوسع، تعَد العلوم الاستعرافية مشروعًا متعدد الاختصاصات لعلماء النفس المعرفيين وعلماء الأعصاب المعرفيين والباحثين في الذكاء الاصطناعي وعلماء اللغويات والتفاعل الإنساني الحاسوبي والعلوم العصبية الحاسوبية وعلماء المنطق وعلماء الاجتماع. تُستخدَم النماذج الحاسوبية أحيانًا لمحاكاة الظواهر المثيرة للاهتمام. توفر النماذج الحاسوبية أداة لدراسة التنظيم الوظيفي للعقل في حين يوفر علم الأعصاب مقاييس النشاط الدماغي.

### علم النفس المقارن
يشير علم النفس المقارن إلى دراسة السلوك والحياة العقلية للحيوانات غير البشرية. ويرتبط بتخصصات خارج علم النفس تدرس سلوك الحيوان مثل علم السلوك الحيواني. على الرغم من أن مجال علم النفس يُعنَى بشكل أساسي بالبشر، فإن سلوك الحيوانات وعملياتها العقلية أيضًا تشكل قسمًا مهمًا من الأبحاث النفسية. ويكون هذا إما موضوعًا في حد ذاته (على سبيل المثال، ذكاء الحيوانات وعلم سلوك الحيوان) أو مع التركيز الشديد على الروابط التطورية، وبشكل أكثر إثارة للجدل إلى حد ما، طريقةً للحصول على نظرة أعمق في علم النفس البشري. ويتحقق ذلك عن طريق المقارنة أو عبر النماذج الحيوانية للأنظمة العاطفية والسلوكية كما يتضح في علم أعصاب النفس (مثل علم الأعصاب الوجداني وعلم الأعصاب الاجتماعي).

### علم النفس الإرشادي
يسعى علم النفس الإرشادي إلى تسهيل العمل الشخصي وبين الشخصي على مدى الحياة مع التركيز على الاهتمامات العاطفية والاجتماعية والمهنية والتعليمية والمتعلقة بالصحة والتطورية والتنظيمية. المرشدون في المقام الأول هم أطباء سريريون، يستخدمون العلاج النفسي والتدخلات الأخرى لمعالجة المرضى. تقليديًا، ركز علم النفس الإرشادي بشكل أكبر على القضايا التطورية الطبيعية والضغوط اليومية بدلًا من علم نفس الأمراض، ولكن هذا الاختلاف تضاءل مع مرور الوقت. يعمل علماء النفس الإرشاديون في مجموعة متنوعة من الأماكن، بما في ذلك الجامعات والمستشفيات والمدارس والمنظمات الحكومية والشركات والعيادات الخاصة ومراكز الصحة العقلية المجتمعية.

### علم النفس التنموي
يسعى علم النفس التنموي -الذي يركز بشكل أساسي على تطور العقل البشري على مدى الحياة- إلى فهم كيفية إدراك البشر وفهمهم وتصرفهم في الحياة وكيفية تغير هذه العمليات مع تقدمهم في السن. قد يركز هذا العلم على التطور العقلي أو المعرفي أو العصبي أو الاجتماعي أو الأخلاقي. يستخدم الباحثون الذين يدرسون الأطفال عددًا من أساليب البحث الفريدة من نوعها للحصول على ملاحظات في البيئات الطبيعية أو لإشراكهم في مهمات تجريبية. تحاكي هذه المهام غالبًا الألعاب المصممة خصيصًا والأنشطة الممتعة للطفل والمفيدة من الناحية العلمية، وابتكر الباحثون أيضًا طرقًا ذكية لدراسة العمليات العقلية للأطفال الرضع. بالإضافة إلى دراسة الأطفال، يدرس علماء النفس التنمويون أيضًا الشيخوخة والعمليات عبر الحياة، وخاصة في أوقات التغير السريع (مثل المراهقة والشيخوخة). يستند علماء النفس التنمويون إلى مجموعة كاملة من العلماء النظريين في علم النفس العلمي لتوجيه أبحاثهم.

## مقالات ذات صلة
- فهرس مقالات علم النفس